# Oxford
Oxford (ˈɒksfəd) ist die Hauptstadt der Grafschaft Oxfordshire in England, Vereinigtes Königreich. Die Stadt liegt an Themse und Cherwell 90 km nordwestlich von London, hat über 150.000 Einwohner und ist Sitz der alten und renommierten Universität Oxford sowie der jüngeren Oxford Brookes University. Oxford bildet zugleich einen eigenständigen Distrikt innerhalb der Grafschaft.
Oxford ist bekannt als city of dreaming spires, ein Begriff, den Matthew Arnold aufgrund der harmonischen Architektur der Universitätsgebäude prägte. Die Universität Oxford und die Universität Cambridge gelten als Rivalen.

## Geschichte

Das Wappen von Oxford, einen eine Furt überquerenden Ochsen zeigend, in der Eingangshalle der Town Hall

Oxford tauchte zum ersten Mal zur Zeit der Sachsen unter dem Namen Oxanforda auf, welches „Ford of the Oxen“, also „Furt der Ochsen“ (vgl. Ochsenfurt) bedeutet. Es geht auf die Gründungen des Klosters einer sächsischen Prinzessin und Nonne namens Frideswida im 8. Jahrhundert zurück und wurde in der Angelsächsischen Chronik von 912 erstmals urkundlich erwähnt. Im 10. Jahrhundert wurde Oxford eine militärisch äußerst bedeutende Stadt im Kampf zwischen den Königreichen Mercia und Wessex.
Die University of Oxford ist erstmals in Aufzeichnungen aus dem 12. Jahrhundert zu finden. Die ersten Colleges der Universität waren das University College (1249), Balliol College (1263) und Merton College (1264).
Im Jahr 1322 fand ein Konzil in Oxford statt, bei dem unter anderem die Abnahme der Beichte bei Frauen an dunklen Orten verboten wurde.

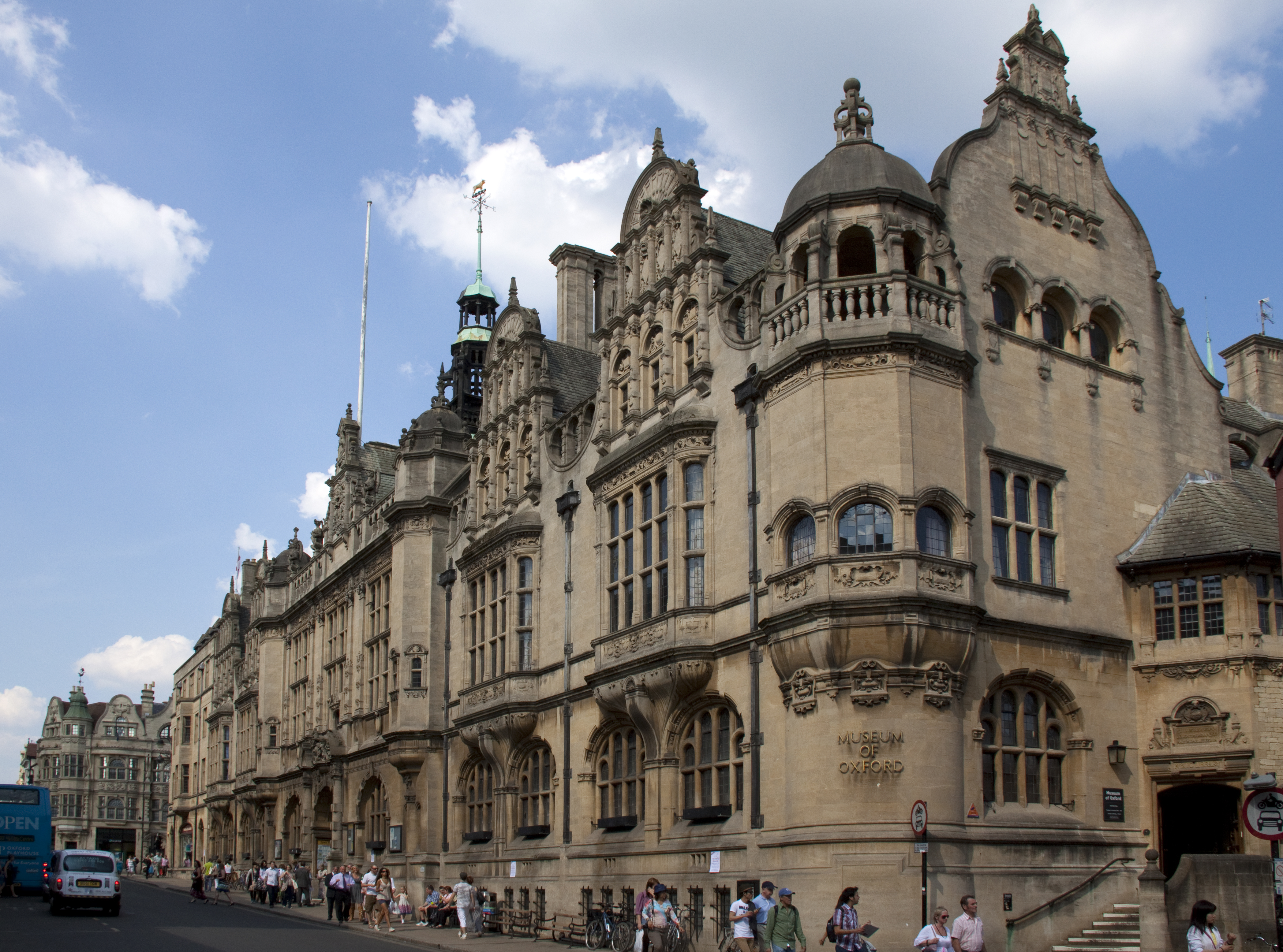
Das Museum of Oxford

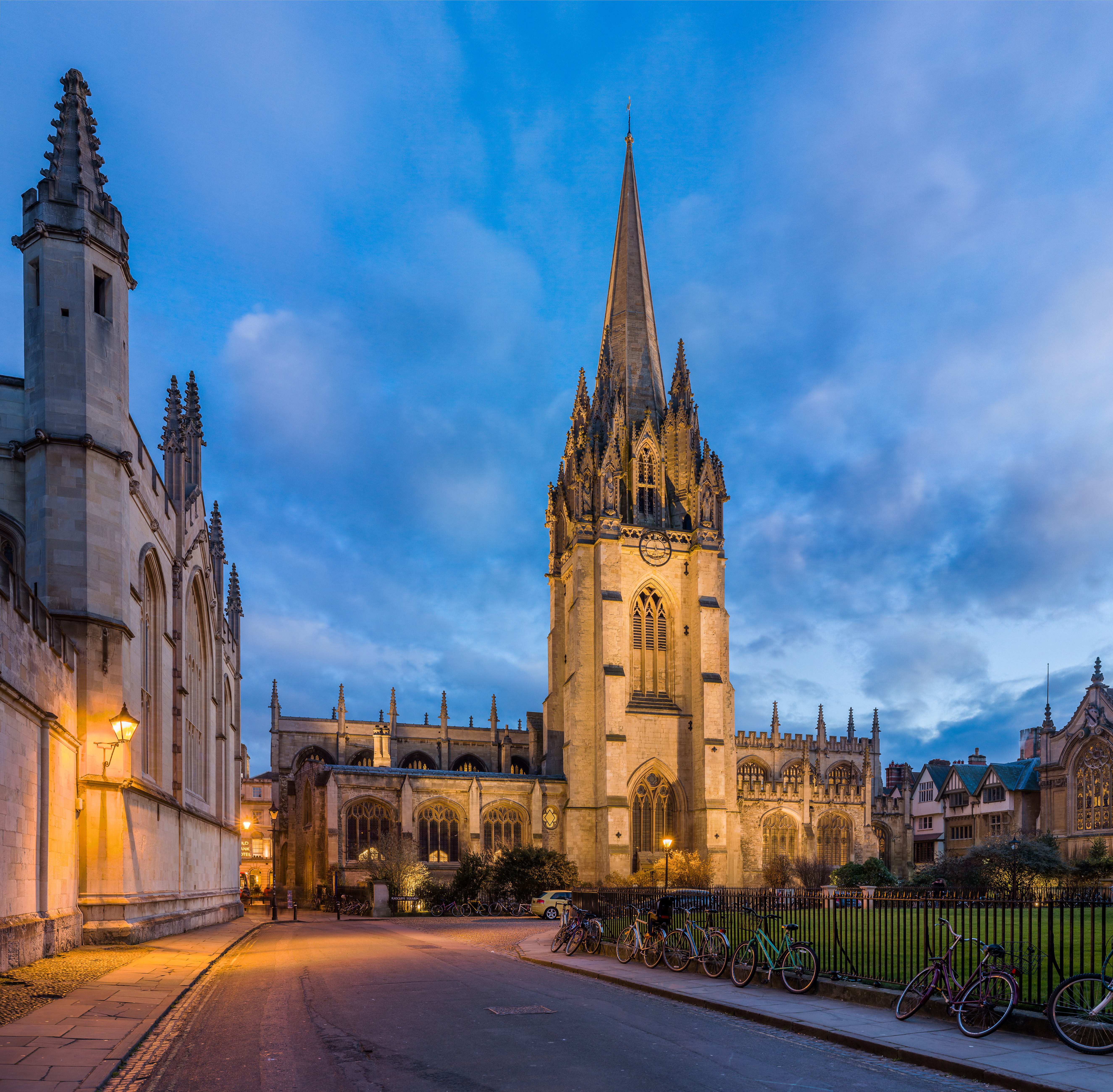
Der Radcliffe Square mit der University Church of St Mary the Virgin

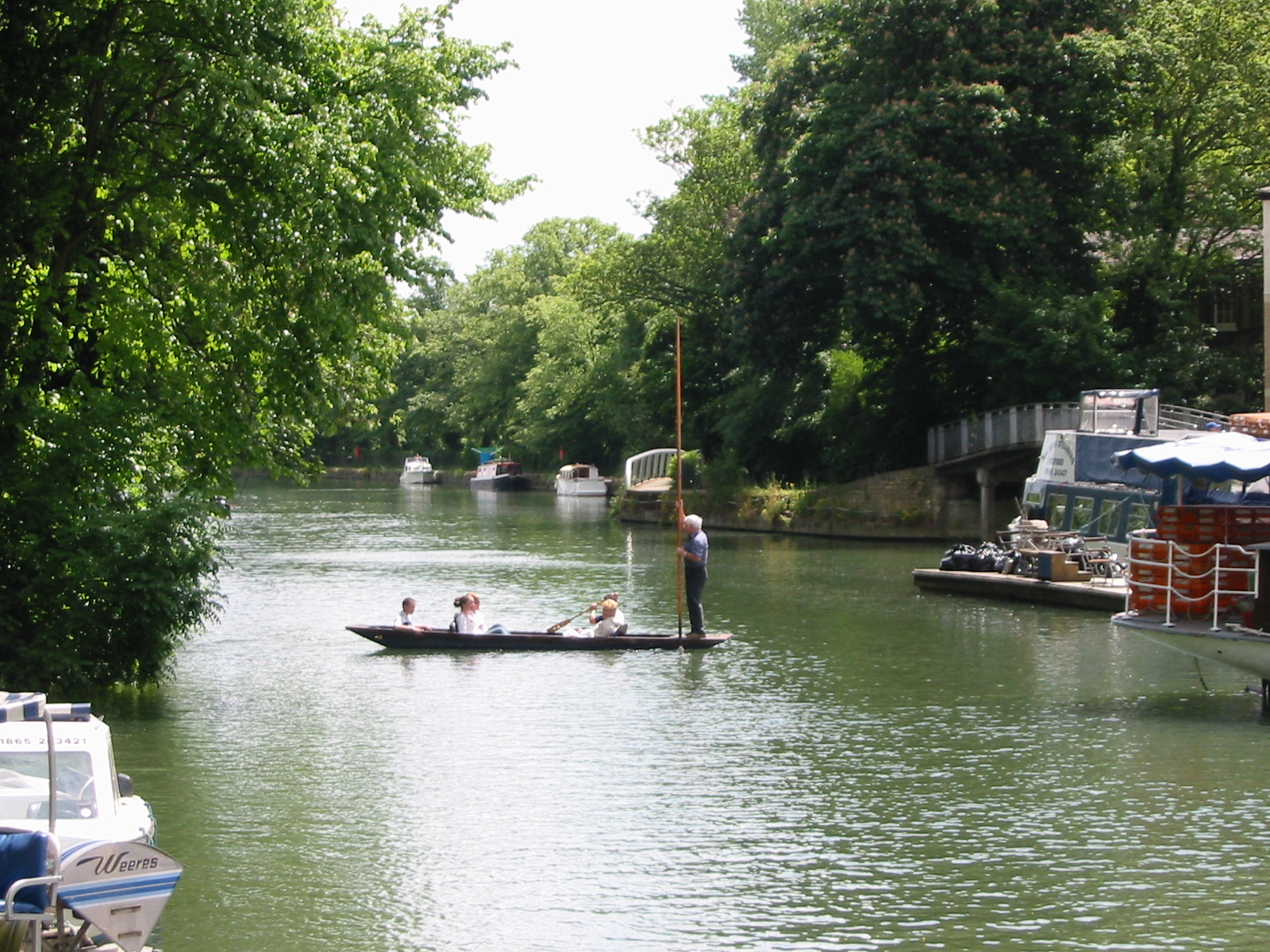
Punting auf der Themse

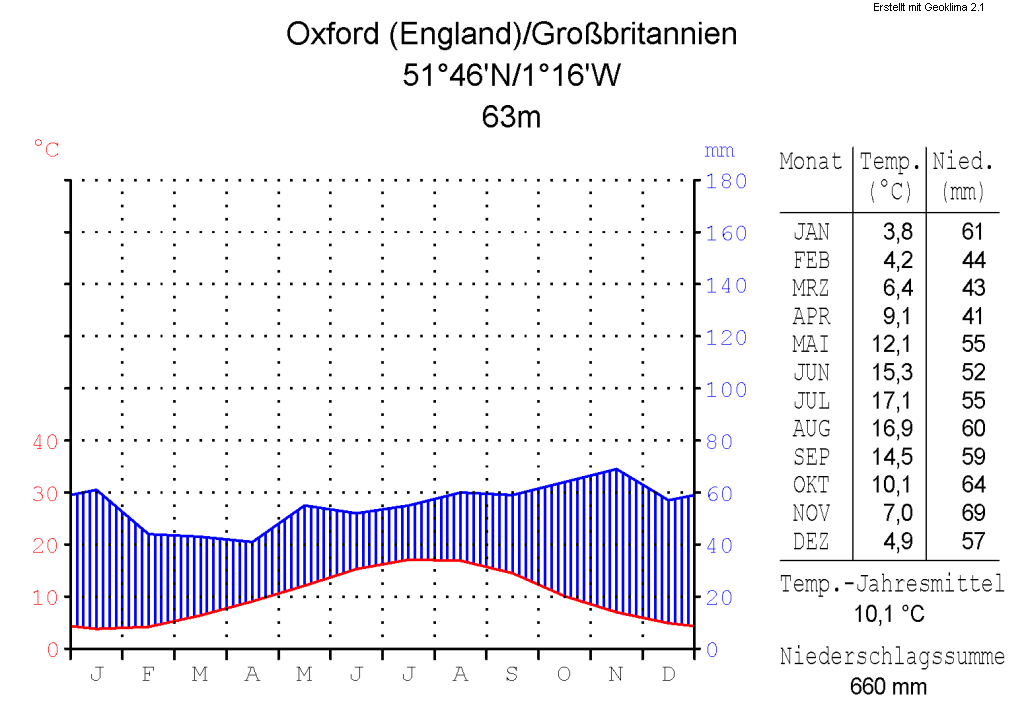
Klimadiagramm von Oxford

Die Christ Church Cathedral ist eine Collegekapelle und eine Kathedrale. Ursprünglich die Hauptkirche von St. Frideswide, wurde das Gebäude erweitert und als Kapelle in die Struktur des Christ Church College eingegliedert. Seine doppelte Funktion sowohl als Kapelle für das College als auch als Kathedrale für die Diocese of Oxford hat es seit 1546. Diese Partnerschaft war des Öfteren sehr schwierig und viele Studenten wurden am St Scholastica Day riot von 1355 getötet.
Während des English Civil War 1642 war Oxford, nachdem der König aus London vertrieben worden war, Regierungssitz des Königs Charles I., obwohl es in der Stadt eine breite Unterstützung für die Parlamentarier gab. Die Stadt stritt unter General Fairfax 1646 für die Sache der Parlamentarier.
Seit 1790 verbindet der Oxford-Kanal die Stadt mit Coventry und dem Industriegebiet um Birmingham. Für eine kurze Zeit zählte der Oxford-Kanal zu den wichtigsten und profitabelsten Verkehrsstrecken in England, über die die Oxford Canal Company den Großteil des Handels zwischen London und den Midlands abwickelte. Transportiert wurden mit sogenannten Narrowboats vor allem Kohle, Stein und landwirtschaftliche Produkte. Mit der Inbetriebnahme des Kanals sank der Kohlepreis in Oxford innerhalb kürzester Zeit auf ein Achtel.
In den 1840er Jahren stellten die Great Western Railway und die London and North Western Railway eine Eisenbahn-Verbindung nach London her.
Im 19. Jahrhundert rückte der Streit um die Oxfordbewegung in der Anglikanischen Kirche die Stadt in das Blickfeld der Bevölkerung. Das Rathaus von Oxford wurde während der Herrschaft von Königin Victoria errichtet. Obwohl Oxford schon seit 1542 den Status einer City hat, wird das Rathaus weiterhin Town Hall genannt.
In den ersten Jahrzehnten des 20. Jahrhunderts erlebte Oxford einen großen Aufschwung, nachdem sich vor allem Druckereien und Verlagshäuser dort niedergelassen hatten. Die Zahl der Einwohner stieg erheblich. 1913 gründete William Morris die Morris Motor Company in Cowley, einem Vorort von Oxford. Oxford gewann unter anderem durch die Industrialisierung 40.000 Bewohner. Das von Morris gegründete Werk gehört mittlerweile als Plant Oxford zum BMW-Konzern. Dort begann 2001 die Produktion des Minis. Im Zweiten Weltkrieg griff die Luftwaffe Oxford nicht an.
Die Automobilproduktion brachte zahlreiche Gastarbeiter nach Oxford. Zusammen mit den Einwanderern aus Südostasien und den vielen Studenten geben sie der Stadt einen kosmopolitischen Charakter. Das gilt besonders für den Stadtteil Headington und die Cowley Road mit ihren vielen Kneipen, Cafés, Restaurants, Clubs, Asia Shops und Fast-Food-Restaurants.
Neben der Oxford University beherbergt die Stadt auch die Oxford Brookes University. Sie ging aus der 1865 gegründeten Oxford School of Art hervor. Den Titel „University“ trägt sie seit 1992.
2015 enthüllte ein Bericht, dass in Oxford und ganz Oxfordshire von 2000 bis 2015 373 Mädchen ab einem Alter von 11 Jahren Opfer bandenmäßigen sexuellen Missbrauchs von Kindern und Jugendlichen, Kinderprostitution und Menschenhandel durch britisch-pakistanische Männer wurden. Wie in ähnlichen Fällen in Rochdale, Rotherham, Derby und Bristol schritten die Behörden trotz Hinweisen nicht ein. Wie bei anderen Missbrauchsskandalen in Großbritannien reagierten die Behörden nicht, weil sie befürchteten, rassistische Vorurteile zu bedienen. Die meisten der missbrauchten Mädchen waren weiße Britinnen.

## Gliederung des Distrikts
In den Randbereichen des Distrikts liegen vier kleinere Gemeinden (Civil Parish): Blackbird Leys, Risinghurst and Sandhills, Littlemore und Old Marston. Der weit überwiegende Teil steht als unparished area außerhalb dieses Systems. Das bedeutet, dass die anfallenden Entscheidungen auf der Ebene des Distrikts gefällt werden, ebenso die Erledigung damit verbundener Aufgaben.

## Stadtteile, Vor- und Nachbarorte
Barton, Binsey, Blackbird Leys, Botley, Cowley, Cowley Marsh, Cutteslowe, East Oxford, Godstow, Grandpont, Greater Leys, Headington, Headington Quarry, Iffley, Jericho, Littlemore, Marston, New Headington, New Hinksey, Kennington, New Marston, Norham Manor, North Hinksey, North Oxford, Osney, Risinghurst, Rose Hill, Sandhills, South Hinksey, Summertown, Temple Cowley, Walton Manor, Wolvercote, Wood Farm.

## Verkehr
Oxford liegt etwa 80 Kilometer nordwestlich von London und ist über den Motorway M40 nach Südosten mit der Hauptstadt und nach Norden hin mit Birmingham verbunden. Es bestehen Eisenbahnverbindungen unter anderem nach London Paddington, Birmingham, Worcester und Bicester. Des Weiteren besteht eine direkte Schnellbus-Verbindung zwischen Oxford und London Victoria Coach Station, die mit mehreren Abfahrten in der Stunde betrieben wird.
Der Oxford-Kanal verbindet Oxford mit der Stadt Coventry. Er hat seine wirtschaftliche Bedeutung als Verkehrsweg verloren und dient heute nur noch den Freizeitkapitänen auf ihren zu schwimmenden Ferienwohnungen umgebauten Narrowboats.
In Kidlington (etwa 7 km nördlich des Stadtzentrums) liegt der London Oxford Airport, ein Flughafen, der für Privat- und Geschäftsflugzeuge genutzt wird.
Um Emissionen in der Innenstadt von Oxford zu reduzieren, wurde das Projekt Zero Emission Zone (ZEZ) ins Leben gerufen. Eine erste Testzone ist im Februar 2022 in Effekt getreten.

## Politik

### Stadtrat
- Greens: 8
- Labour: 20
- LibDem: 9
- Unabh.: 7
- Sonst.: 4

Sonstige = IOA (4)

## Sport
Wohl am bekanntesten dürfte die Rudermannschaft sein, die jedes Jahr gegen die Mannschaft von Cambridge in einem Rennen (Boat Race) auf der Themse antritt. Einen vergleichbaren Stellenwert hat das sog. Varsity match zwischen den Universitätsteams im Rugby, das seit 1872 alljährlich im Dezember ausgetragen wird. Das Kassam Stadium in Blackbird Leys ist die Heimspielstätte des Fußballvereines Oxford United, der trotz hoher Investitionen nur in den unteren Ligen Englands spielt.
Am 13. März 1909 verlor die deutsche Fußballnationalmannschaft in Oxford mit 0:9 gegen die Engländer. Dies blieb bis heute die höchste Niederlage der deutschen Auswahl.
Neben dem Rudern ist das sogenannte Punting in Oxford (wie auch in Cambridge) äußerst beliebt, welches dem Tübinger Stocherkahn ähnelt.
Im Motorradsport gehört das Oxforder Speedway-Elite-League Profi-Team der Oxford Cheetahs zu den bekanntesten auf der britischen Insel.

## Sehenswürdigkeiten

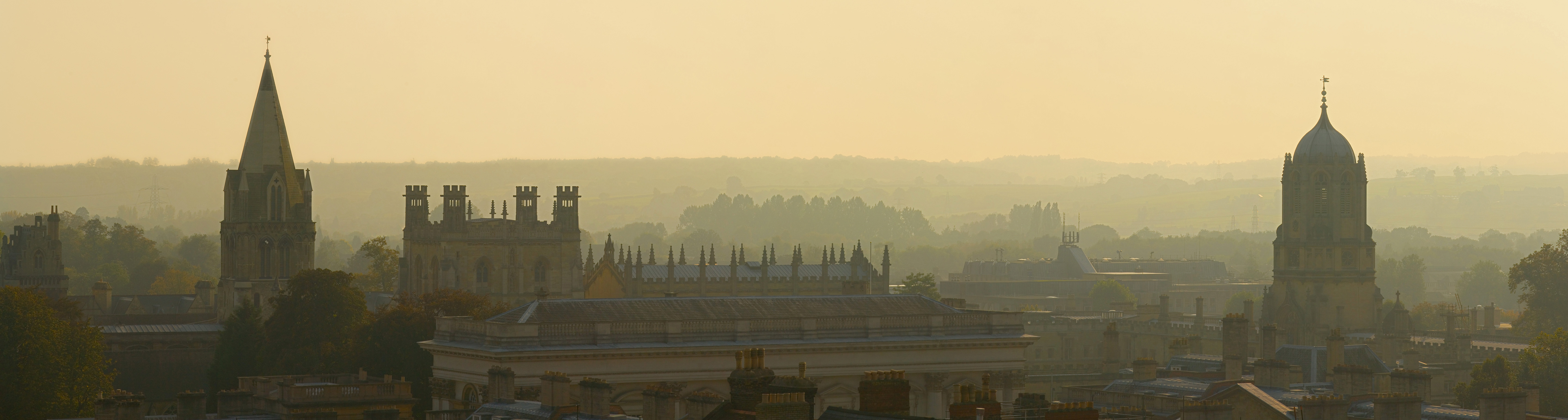
Die Christ Church Cathedral links und der Tom Tower rechts

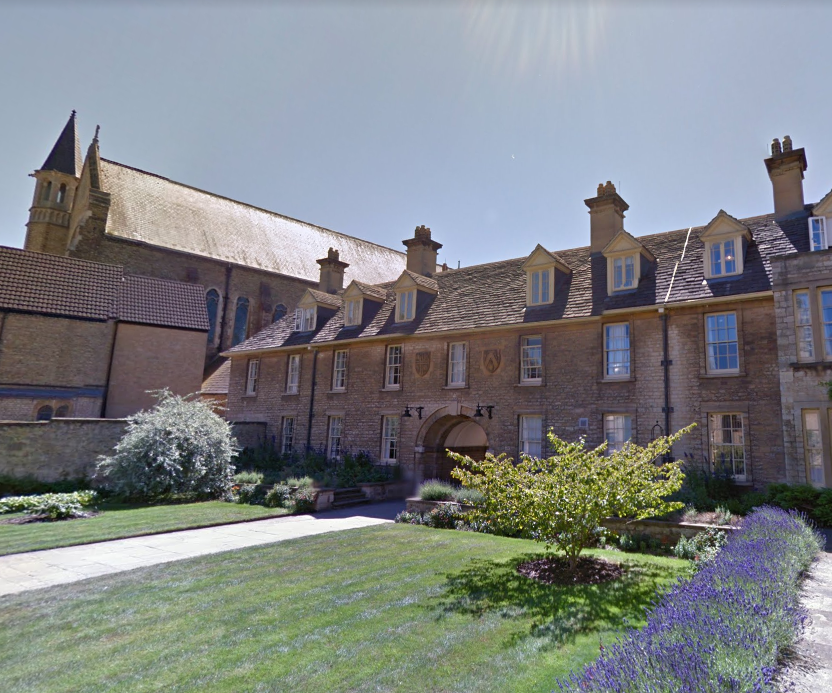
Somerville College

Oxford hat viele große Touristenattraktionen, einige davon im Zusammenhang mit der Universität, wie zum Beispiel das Ashmolean Museum, das Pitt Rivers Museum und die Bodleian Library. Im Stadtzentrum befindet sich der Carfax Tower aus dem 11. Jahrhundert. Im Sommer sind Bootsfahrten auf der Themse und dem River Cherwell beliebt. Weitere Sehenswürdigkeiten sind
- Christ Church Cathedral
- Church of St Mary the Virgin (auch University Church genannt)
- St.-Aloysius-Kirche, römisch-katholisch
- Clarendon Building
- Radcliffe Camera
- Sheldonian Theatre
- Somerville College
- Radcliffe Observatory
- Oxford University Press
- Botanischer Garten
- Zahlreiche Parks, darunter die University Parks und der South Park.

## Literatur in Oxford

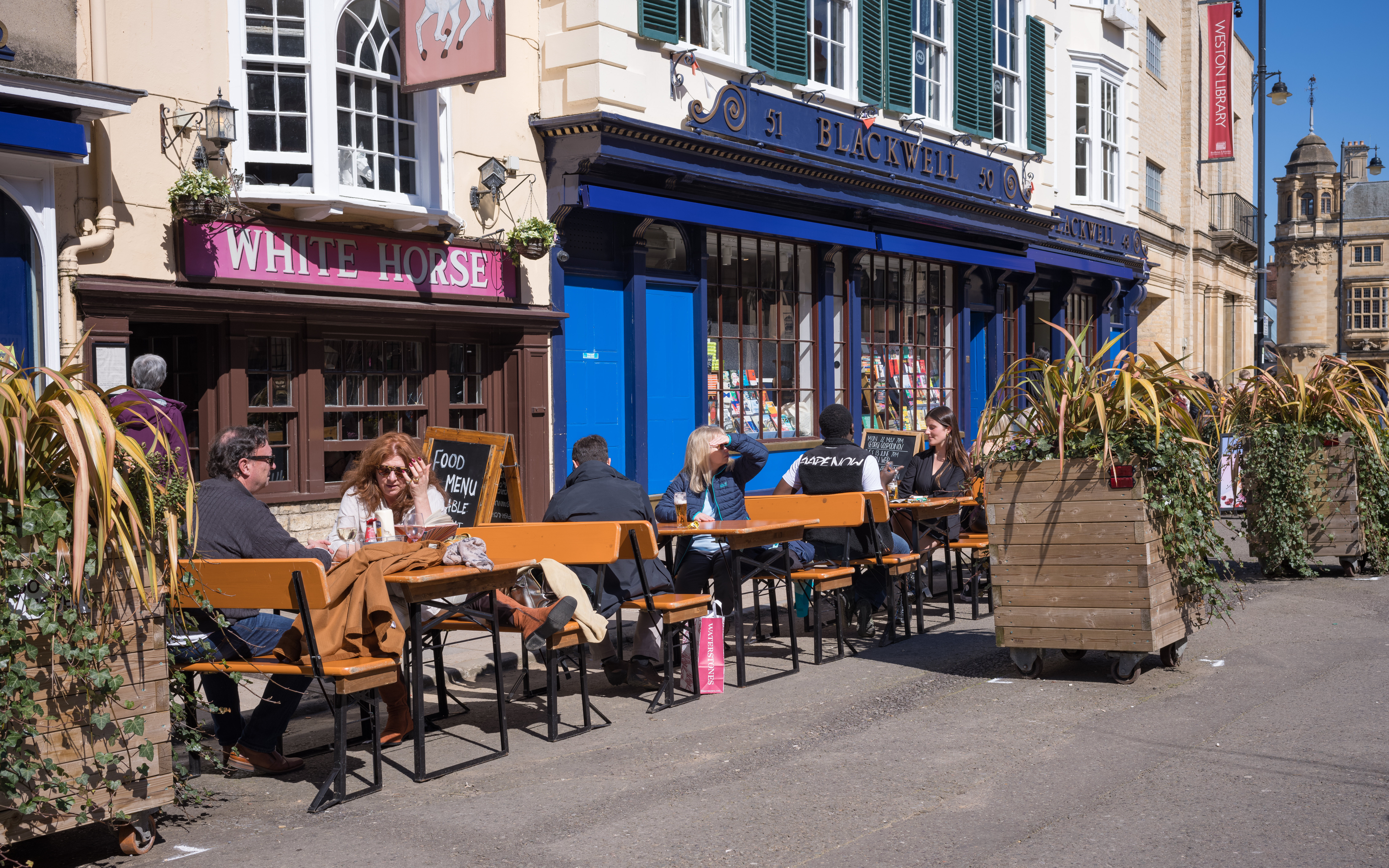
Straßenszene in Oxford. Im Hintergrund die Buchhandlung Blackwell’s

## Städtepartnerschaften

Großes Wappen von Oxford

Partnerstädte von Oxford sind:
- Bonn, Deutschland
- Grenoble, Frankreich
- León, Nicaragua
- Leiden, Niederlande
- Umeå, Schweden
- Catania, Italien